# 맨해튼 트랜스퍼 (음악 그룹)
맨해튼 트랜스퍼(The Manhattan Transfer)는 미국의 아 카펠라 음악 그룹이다.